# A-Jugend
Die A-Jugend (auch A-Junioren oder U19 genannt) ist die älteste Gruppe von Jugendsportlern, beispielsweise im Fußball oder Handball. Bis in die 1960er Jahre war in manchen Sportarten für die männliche A-Jugend die Bezeichnung Jungmannen gebräuchlich, teilweise war es die offizielle Bezeichnung (z. B. im Fußball).

## Allgemeine Regel
In der Regel beträgt das Alter dieser Sportler 17 bis 19 Jahre. In der Saison 2025/2026 zum Beispiel waren dies die Jahrgänge 2007 und 2008.
Die jüngeren Sportler teilen sich, je nach ihrem Alter, in die B-, C- oder D-Jugend (im Fußballsport hinuntergehend bis G-Jugend bzw. „Minikicker“ oder „Bambini“) ein.
In vielen Sportarten wird statt der Buchstabenbezeichnungen der Begriff U für „unter“ in Verbindung mit dem maximalen Alter der Sportler verwendet, beispielsweise U19 (entspricht der A-Jugend). In einigen Sportarten wird diese Bezeichnung auch nur bei den weiblichen Jugendlichen verwendet.

## Differierende Bezeichnung in verschiedenen Sportarten

### Fechtsport
Die A-Jugend im Fechtsport beschreibt die Altersklasse der 14- bis 16-jährigen Jugendlichen. 

### Fußball
A-Junioren (U19/U18): A-Junioren einer Spielzeit sind Spieler, die im Kalenderjahr, in der das Spieljahr beginnt, das 17. oder das 18. Lebensjahr vollenden oder vollendet haben. In dieser Altersklasse sind auch Juniorinnen-Mannschaften zulässig. In der Schweiz sind auch gemischte Juniorenmannschaften in allen Altersstufen zulässig. Im früheren Fußball in der DDR wurden die A-Jugendspieler als „Junioren“ kategorisiert und umfassten die Altersklassen 17 und 18, während die B-Jugend als „Jugend“ bezeichnet wurde und die 15- und 16-jährigen Kicker hier spielberechtigt waren.

### Leichtathletik
In der Leichtathletik bezeichnet A-Jugend bzw. U20 diejenigen, die zu Beginn eines Kalenderjahres 17 oder 18 Jahre alt sind, im Jahresverlauf also 18 oder 19 Jahre alt werden.

### Radsport
Im Radsport war die Bezeichnung A-Jugend noch bis in die 1980er Jahre gebräuchlich. Dann wurde sie durch die international übliche Bezeichnung U19 abgelöst. Parallel wird die Bezeichnung Junioren verwendet.

### Volleyball
Im Volleyball bezeichnet A-Jugend die unter 20-Jährigen (U20).